# Tommy Bryant
Tommy Bryant (* 21. Mai 1930 in Philadelphia, Pennsylvania; † 3. Januar 1982 ebenda) war ein US-amerikanischer Jazzbassist und Popsänger.

## Leben und Wirken
Bryant stammt aus einer musikalischen Familie; die Mutter leitete einen Kirchenchor; sein Bruder war Ray Bryant; seine Neffen sind Kevin und Robin Eubanks.
Er lernte bereits mit zwölf Jahren Kontrabass und wurde in der Highschool weiter gefördert. Bryant spielte zunächst mit Billy Krechmer, dann mit Red Nichols und mit Elmer Snowden (1949–52), bevor er 1954 zum Militärdienst einberufen wurde (bis 1956). Anschließend arbeitete er mit einem eigenen Trio (1957), in Jo Jones’ Trio (1958) und mit Charlie Shavers (1959). Außerdem war Bryant an Plattenaufnahmen mit Roy Eldridge; Dizzy Gillespie, Barney Wilen, Big Joe Turner und Coleman Hawkins beteiligt. In den letzten zehn Jahren seines Lebens arbeitete er oft in einer Nachfolgeband der Ink Spots, die von Bernie Mackey geleitet wurde und zu der auch Able De Costa und Bill Goodwin gehörten. Auf seinen zahlreichen Aufnahmen mit Mahalia Jackson wurde er als Tom Bryant geführt. Im Bereich des Jazz war er laut Tom Lord zwischen 1957 und 1976 an  57Aufnahmesessions beteiligt, zuletzt mit der The No-Gap Generation Jazz Band (u. a. mit Paul Quinichette, Harold Cumberbatch, Steve Browman).

## Diskografische Hinweise
- Dizzy Gillespie, Sonny Rollins, Sonny Stitt: Sonny Side Up (Verve Records, 1957)
- Dizzy Gillespie: “Live”, Chester, Pennsylvania, June 14, 1957  (Storyville Records/Jazz Unlimited, 2000)
- Ray Bryant: Ray Bryant Plays (Signature Records, 1959), Groove House (Sue Records, 1963)
- Benny Golson: Gone With Golson (Prestige Records/New Jazz, 1959)
- Jo Jones Trio: Jo Jones Plus Two (Vanguard Records, 1959)
- Barney Wilen: Newport ‘59  (Fresh Sound Records, 2004)
- Roy Eldridge: The Nifty Cat (Master Jazz, 1970)

## Lexikalischer Eintrag
- Richard Cook, Brian Morton: The Penguin Guide of Jazz on CD. 6. Auflage. Penguin, London 2002, ISBN 0-14-051521-6.
- Bielefelder Katalog Jazz 1988 und 2001
- Leonard Feather, Ira Gitler: The Biographical Encyclopedia of Jazz. Oxford University Press, New York 1999, ISBN 0-19-532000-X.